# Misawa, Aomori
Misawa (三沢市 Misawa-shi) là một thành phố thuộc tỉnh Aomori, Nhật Bản.